# Казнав-Сер-э-Аллан
Казна́в-Сер-э-Алла́н (фр. Cazenave-Serres-et-Allens) — коммуна во Франции, находится в регионе Юг — Пиренеи. Департамент коммуны — Арьеж. Входит в состав кантона Тараскон-сюр-Арьеж. Округ коммуны — Фуа.
Код INSEE коммуны — 09092.

## Население
Население коммуны на 2008 год составляло 48 человек.
| 1962 | 1968 | 1975 | 1982 | 1990 | 1999 | 2008 |
| ---- | ---- | ---- | ---- | ---- | ---- | ---- |
| 27   | 38   | 25   | 28   | 30   | 49   | 48   |

## Экономика
В 2007 году среди 37 человек в трудоспособном возрасте (15—64 лет) 21 были экономически активными, 16 — неактивными (показатель активности — 56,8 %, в 1999 году было 51,9 %). Из 21 активных работали 16 человек (8 мужчин и 8 женщин), безработных было 5 (2 мужчины и 3 женщины). Среди 16 неактивных 1 человек был учеником или студентом, 6 — пенсионерами, 9 были неактивными по другим причинам.